# 軍需企業の一覧
軍需企業の一覧（ぐんじゅきぎょうのいちらん）は、世界の軍需産業・企業の一覧。

## 日本の企業
下記が日本においてのこの方面で著名な企業の一例である。

### 燃料
- 太陽石油
- 昭和シェル石油
- コスモ石油
- 出光興産
- キグナス石油
- イチネンケミカルズ

### 繊維・石油化学
- 帝人
- 日油
- 東洋紡 - 防弾チョッキ・被服
- 東レ - 防弾チョッキ・偽装網
- 中国化薬
  - 高見製函 - 弾薬箱
- 横浜ゴム
- 東洋ゴム工業
- 旭化成
- ユニチカ
  - 大阪染工 - 迷彩服
- ブリヂストン
- 日本グッドイヤー
- クラレ
- 島田理化工業
- 小川テント
- 帝国繊維
- トスコ
- 重松製作所
- 興研
- 藤倉航装
- 武田薬品工業
- 制服のフジ - 制服
- リーガルコーポレーション - 短靴
- アサヒコーポレーション - 短靴
- ミドリ安全 - 半長靴
- 日本官帽制帽 - 制帽
- オカモト
- 住友ベークライト
- 太陽工業 - 偽装網[1]

### 電気・精密機器
- 三菱電機
- 日本電気
- 富士通
- 理研計器
- 東芝
  - 東芝インフラシステムズ - 2017年分社化
- ソニー
- キヤノン
- セイコーエプソン
- セイコーインスツル
- シャープ
- エレコム
- エンゲルス
- 日本HP
- サンワサプライ
- バッファロー
- サン電子
- 日本通信
- インターネットイニシアティブ
- アイ・オー・データ機器
- センチュリー
- 日立製作所
- 日立国際電気
- 住友電気工業
- 沖電気工業
- ニコン - 双眼鏡・狙撃用スコープ・戦車用光学照準装置など
- 日本アビオニクス
- 島津製作所
- リオン
- デンヨー
- アンリツ
- 日本無線
  - 長野日本無線
- ナックイメージテクノロジー
- ノビテック
- ケーイーエス
- 川村精管工業
- キーコム
- 菊水電子工業
- 極東貿易
- アイコム
- リコーエレメックス
- アジアグロースキャピタル
- 森尾電機
- イメージワン
- いすゞ製作所
- セイコーホールディングス - 時計
- カシオ計算機 - 時計
- ケンテックス - 時計
- ムラコシ
- パナソニック
- 不二越
- 日本精工
- 光洋精工（現・ジェイテクト）
- 村田製作所
- 小糸製作所
- AGC - 旧・旭硝子。2018年7月社名変更。
- カヤバ - 旧・KYB。2023年社名変更（KYBは旧・カヤバ工業。2015年社名変更。）。2022年2月に航空機器事業から撤退する方針を決定。

### 艦船・航空機・火器・弾薬
- 豊和工業
- 日本工機 - 弾丸
- ジャムコ
- 昭和金属工業 - 銃弾
- 細谷火工
- 日本化薬
- ダイセル - 2020年特機事業からの撤退を表明
- 中国化薬
- 石川製作所 - 機雷
  - 関東航空計器 - 2017年完全子会社化
- 渡辺鉄工所 - 水上魚雷発射管・擬製魚雷
- 鷹取製作所
- 東京計器
- 東京航空計器
- リコーエレメックス - 砲弾・ミサイルなど
- 旭精機工業 - 弾丸
- ダイキン工業
- 大石電機工業 - 電気機器
- 三菱重工業
  - 三菱重工マリタイムシステムズ - 旧・三井造船→三井E&S造船。
  - トーカン
- 川崎重工業
  - 日本飛行機 - 2003年完全子会社化
- IHI - 旧・石川島播磨重工業。2007年7月改称。
  - IHIエアロスペース - ロケット・モーター（元日産自動車の航空宇宙部門）
- SUBARU - 旧・富士重工業。2017年4月社名変更。
- ジャパン マリンユナイテッド
- ナカシマプロペラ- 潜水艦・艦船推進器など
- 佐世保重工業
- 神戸製鋼所
- 日本製鋼所
- ヤマハ発動機
- 新明和工業
- 昭和飛行機工業
- 住友精密工業
- ヤンマー
- ミネベアミツミ

### 自動車・建機
- トヨタ自動車 - 高機動車、1.5t救急車
- 三菱自動車工業 - 0.5tトラック
- いすゞ自動車 - 3.5tトラック
- 三菱ふそうトラック・バス - 7tトラック、特大型運搬車、重レッカ
- 日産自動車 - 業務車
  - UDトラックスジャパン - 燃料給油車
- カワサキモータース - オートバイ
- スズキ - 業務車
- 本田技研工業 - オートバイ
- 東邦車輛 - 旧・東急車輛製造 - トレーラー
- アイチコーポレーション - 道路障害作業車（作業部）
- 小松製作所 - 装甲車、偵察警戒車、指揮通信車、軽装甲機動車、油圧ショベル、ブルドーザー、砲弾
- キャタピラージャパン - 油圧ショベル、ブルドーザー、ホイールローダー
- 日立建機 - 油圧ショベル、対戦車地雷施設装置
  - KCM
- コベルコ建機 - 油圧ショベル、トラッククレーン
- 三井三池製作所 - 坑道掘削装置
- タダノ - トラッククレーン
- 加藤製作所 - トラッククレーン
- 協和機械製作所 - 残雪除去器材（プラウ付）
- 大原鉄工所 - 雪上車
- ヤナセ
- 諸岡 - 不整地運搬車
- モリタホールディングス
- ソーシン - 0.25tトレーラ、車両架装
- ジーエムいちはら工業 - 救難消防車
- 小平産業 - 2t弾薬トレーラ、1t水タンクトレーラ
- 日本トレクス - トレーラ
- オノデラ製作所 - 残雪除去器材（プラウ付）
- 長野工業 - 小型ショベル
- 第一実業 - 破壊機救難消防車
- 明電舎 - 移動電源車
- JALUX - ハイリフトローダー
- ナルコ岩井 - 架橋

### 衛生器材
- 白十字 - 救急救護セット等
- 松吉医科器械 - 野外生命維持セット等
- 池本理化工業 - 移動式医療システム等
- 荏原実業 - 野外手術システム等
- イワツキ - 治療システム等
- 小竹医科器械 - 手術機械セット等
- 川本産業 - 治療セット等
- 協和医科器械 - 移動式医療システム
- キヤノンマーケティングジャパン - 野外手術システム等
- アルフレッサメディカルサービス - 治療セット等
- 東邦商工 - 野外手術灯等
- 新成物産 - 個人携行救急品
- 日本光電工業 - 個人携行救急品等
- ノムラ - ガソリンバーナー等
- ヘリオサージカル - 医官用医療のう等
- 山甚物産 - 車載型動力噴霧器
- 轟産業 - 個人携行救急品
- イノメディックス - AED等
- オリンパスメディカルサイエンス販売 - 移動式医療システム
- 日昭産業 - 循環器等検診
- アズワン - 循環器等検診
- 東洋器材科学 - 循環器等検診
- テルモ - 循環器等検診
- 日本ベクトン・ディキンソン - 循環器等検診
- 常光 (企業) - 循環器等検診
- フクダ電子 - 心電図
- 日本メディカルプロダクツ - 心電図
- サクラファインテックジャパン - 肺癌・胃癌検診
- マツナミ - 肺癌・胃癌検診
- 高島商店 - 肺癌・胃癌検診
- 東海家田科学 - 肺癌・胃癌検診
- 武藤化学 - 肺癌・胃癌検診
- トーヨー医科工業 - 肺癌・胃癌検診
- アジア器材 - 肺癌・胃癌検診
- カネボウ - 循環器検診（バリウム）
- カイゲンファーマ - 循環器検診（バリウム）
- 東罐興業 - 循環器検診（バリウム）
- サンナップ - 循環器検診（バリウム）
- 栄研化学 - 循環器検診（バリウム）
- ニチバン - 共通
- オムロン - 共通
- チェスト - 共通
- はんだや - 共通
- ニチエイ - 胃検診2次・予防接種
- モリタ製作所 - 胃検診2次・予防接種
- 竹虎 - 胃検診2次・予防接種
- ニプロ - 胃検診2次・予防接種
- シントー化学 - 胃検診2次・予防接種
- サラヤ - 定期健康診断
- トヨダプロダクツ - 定期健康診断

### 戦闘糧食
- 井口食品工業 - 副食パック
- エム・シーシー食品 - 副食缶
- ハウス食品 - 副食缶、副食パック
- 群馬県食肉公社 - 副食缶
- 讃岐缶詰 - 主食缶・副食缶
- 気仙沼ほてい - 副食缶
- 九州食糧品工業 - 副食缶
- 土谷食品 - 副食缶
- 日東ベスト - 副食缶、副食パック
- 二幸 - 主食缶・副食缶、主食パック
- 八戸東洋 - 主食缶・副食缶
- 東洋水産 - 主食パック
  - フクシマフーズ - 主食缶・副食缶、主食パック・副食パック
- ホリカフーズ - 副食缶・副食パック
- シマダヤ - 主食パック
- クラシエフーズ - 副食パック
- 菜華 - 副食パック
- 山崎製パン - クラッカー、乾パン
- 東邦食品 - 乾パン
- 三立製菓 - 乾パン
- 日本ハム - 主食缶・副食缶、副食パック
  - 宝幸 - 副食缶
- 明星食品 - 主食パック
- 永岡商事 - 副食パック
- 丸紅 - 副食パック
- 国分グループ本社 - 副食パック

### コンピューターシステム
- NTTデータ

### その他

#### 総合商社
- 伊藤忠商事
- 三菱商事
- 五洋商事
- 丸紅
- 山田洋行
- 日本ミライズ
- ジュピターコーポレーション

#### 専門商社
- パイロット
- 住商エアロシステム
- 銀座銃砲店 - 小火器・弾薬など
- 伸誠商事 - 野外炊具など
- 蝶理 - 88式鉄帽・曳航索・係留索など

#### 分類不明
- SHOEI - 航空機用ヘルメット
- アライヘルメット
- エヌ・エス・アール ‐ 専門サービス業
- スターライト工業
- マッキンリーネクスト - 野外炊具

## 世界の企業

### アメリカ合衆国
- ロッキード・マーティン
- ボーイング
- AAIコーポレーション（英語版）
- ライアン・エアロノーティカル（英語版）
- テレダイン・テクノロジーズ
- ナビスター・インターナショナル
- フォース・プロテクション（英語版）
- ブラックウォーター・ワールドワイド - 民間軍事会社
- ゼネラル・エレクトリック
- ジェネラル・ダイナミクス
  - ジェネラル・ダイナミクス・アーマメント・システムズ
  - ジェネラル・ダイナミクス・エレクトリック・ボート
  - ジェネラル・ダイナミクス・ランド・システムズ
- ジェネラル・アトミックス
  - ジェネラル・アトミックス・エアロノーティカル・システムズ
- カマン
- ノースロップ・グラマン（旧ノースロップとグラマンが合併）
- レイセオン
- ユナイテッド・ディフェンス（英語版）
- ATKランチ・システムズ・グループ - ケミカルメーカー。固体燃料ロケット・モーター等で著名
- ロケットダイン - 液体燃料ロケット・モーター
- エクソンモービル - 燃料
- IBM - 各種搭載用コンピュータ
- アリソン・エンジン - 発動機
- コルト・ファイヤーアームズ - 銃器
- エイムポイント - 照準器
- トリジコン - 照準器
- ゼネラルモーターズ - 車輌
  - ゼネラル・モータース・デトロイト・ディーゼル
- AMゼネラル - 車輌
- オシュコシュ・コーポレーション - 車輌
- BAE システムズ Inc.
  - BAE システムズ・ランド・アンド・アーマメンツ - 車輌
- ポラリス・インダストリーズ - ATV、サイド・バイ・サイド・ビークル
- BPG Werks - 軍用スケートボード「DTVシュレーダー」
- ハーレーダビッドソン - 白バイ
- ゼロ・モーターサイクルズ - オートバイ
- アルタ・モータース - オートバイ
- ロゴステクノロジーズ - ハイブリッドパワーシステム
- モンタギュー - 折りたたみ自転車
- ユナイテッド・テクノロジーズ
  - プラット・アンド・ホイットニー（P&W） - ジェットエンジン
  - シコルスキー・エアクラフト - ヘリコプター
- MDヘリコプターズ - ヘリコプター
- スミス&ウェッソン（S&W） - 銃器
- セスナ - 航空機
- テキサス・インスツルメンツ - 電子機器、ミサイル（軍需部門をレイセオンに売却）
- デュポン - 化学繊維、火薬等
- ハネウェル・インターナショナル - 火砲、弾薬、電子機器
- ブローニング・アームズ - 銃器
- モトローラ - 電子機器、ミサイル
- ロックウェル・インターナショナル - 航空機
  - ロックウェル・コリンズ - 電子機器
- レミントン・アームズ - 銃器
- L-3 コミュニケーションズ
- ロスコ - コンバットブーツ
- ダナー - コンバットブーツ
- カーコラン - コンバットブーツ
- ウルヴァリン・ワールドワイド - コンバットブーツ
- アヴィレックス - フライトジャケット
- ワイリーエックス - アイウェア
- ABA - ボディアーマー
- ハミルトン - 時計
- ルミノックス - 時計
- タイメックス - 時計
- MTM - 時計
- ベンラス - 時計
- ウィットナー - 時計
- シマンテック
- トレンドマイクロ
- マカフィー
- デル

### イギリス
- BAEシステムズ
  - ボフォース
  - アルヴィス plc
  - ロイヤル・オードナンス
- GKN
- ロールス・ロイス
- ヴィッカース
- VT グループ
- ランドローバー - 装甲車
- フォースフィールド - ボディアーマー
- カボット・ウォッチ・カンパニー - 時計
- アームストロング - オートバイ

### ドイツ
- PSM
- ラインメタル
- ティッセンクルップ
  - ティッセンクルップ・マリン・システムズ
  - HDW
- メルセデス・ベンツ - 装甲車
- MAN
- MTU
- ポルシェ - 戦車
- クラウス＝マッファイ - 戦車
- アウディ - 戦闘車輌用ディーゼル・エンジン
- シーメンス - 艦艇装備品、潜水艦用モーター
- ヘッケラー&コッホ - 銃器
- ワルサー - 銃器
- BMW - オートバイ
- チュチマ - 時計

### フランス
- ダッソー
  - ブレゲー
- SEREB
- タレス・グループ
- エアバス
  - エアバス・ディフェンス・アンド・スペース
  - エアバス・ヘリコプターズ
- アエロスパシアル
  - ノール・アビアシオン
    - アルスナル国営航空工廠

  - シュド・アビアシオン
    - シュド・ウエスト
      - ファルマン

    - シュド・エスト
      - リオレ・エ・オリビエ

    - ポテーズ
      - フーガ
      - モラーヌ・ソルニエ
- サフラングループ
  - スネクマ
- ネクスター
- パナール
- イシー＝レ＝ムリノー工廠
- ニューポール
- アントワネット
- ヴォワザン
- ナバル・グループ - 造船
- マットウォッチ

### イタリア
- レオナルド
  - オート・メラーラ
  - アレーニア・アエルマッキ
  - ブレーダ・メッカニカ・ブレシャーナ
- ファブリカ・ダルミ・ピエトロ・ベレッタ
- イヴェコ
- フィアット
- フィンカンティエリ - 造船
- フルモール・プロテクト - ボディアーマー
- アルピナ - スノーモービル
- ピアッジオ - 航空機、オートバイ
- カジバ - オートバイ
- モト・グッツィ - オートバイ
- スクワーレ - 時計
- パネライ - 時計

### イスラエル
- イスラエル・ミリタリー・インダストリーズ
- イスラエル・エアロスペース・インダストリーズ
- ラファエル・アドバンスド・ディフェンス・システムズ
- オートモーティブ・インダストリーズ・リミテッド
- プラサン
- エルビット・システムズ
- ソルタム・システムズ
- エルタ・システムズ
- ウルダン工業
- NIMDA

### 中華人民共和国
- 中国兵器工業集団
- 中国北方工業公司 - 銃器、車両
- 中国南方工業集団 - 銃器、車両
- 中国重型汽車集団 - 車両
- 中国航空工業集団
  - 昌河飛機工業公司 - ヘリコプター
  - 成都飛機工業公司 - 航空機
  - 南昌飛機製造公司 - 航空機、ミサイル
  - ハルビン飛機工業集団 - 航空機
  - 瀋陽飛機工業集団 - 航空機
  - 西安飛機工業公司 - 航空機
- 中国船舶重工集団
  - 大連船舶重工集団 - 造船
  - 武昌船舶重工集団 - 造船
  - 渤海船舶重工 - 造船
- 中国船舶工業集団
  - 滬東中華造船 - 造船
  - 江南造船 - 造船
  - 広船国際有限公司 - 造船

### 中華民国
- 台湾国際造船
- 和大工業
- SYM - 偵察用オートバイ
- キムコ - 偵察用オートバイ
- エイサー - パソコン

### 大韓民国
- 韓国航空宇宙産業
- ハンファテックウィン
- サムスンタレス
- 現代ロテム
- HD現代重工業
- 斗山
- 大宇造船海洋
- LIGネクスワン

### ロシア
- アビアトール
- ボストーク - 時計
- イジェフスク機械製作工場
- コブロフ社
- V・A・デグチャリョフ記念工場
- ヴォロネジ航空機製造合同
- スホーイ
- ツポレフ
- カモフ
- MiG
- イリューシン
- ベリエフ
- Yak
- ウラルヴァゴンザヴォート
- KAMAZ

### スイス
- SIG
- mb-microtec
- RUAG（en）
- シーマ
- オリス
- フォルティス
- インターナショナル・ウォッチ・カンパニー

### スウェーデン
- SAAB
- フサベル
- ボフォース
- ボルボ・トラックス
- ボルボ・エアロ
- スカニア

### その他
- FNハースタル（ベルギー）
- パトリア（フィンランド）
- シスオート（フィンランド）
- コングスベルグ・ディフェンス&エアロスペース（ノルウェー）
- STエンジニアリング（シンガポール）
- デネル・エアロスペース・システムズ（南アフリカ）
- アームスコー（en）（南アフリカ）
- アントーノウ国営合同（ウクライナ）
- モトール・シーチ（ウクライナ）
- モロゾフ設計局（ウクライナ）
- AvtoKrAZ（ウクライナ）
- トルコ航空宇宙産業（トルコ）
- バイカル（トルコ）
- オトカ（トルコ）
- エッジ・グループ（en）（アラブ首長国連邦）
- ダイムラー・クライスラー
- EADS
- グロック（オーストリア）
- KTM（オーストリア）
- シュタイア・ダイムラー・プフ（オーストリア）
- ナバンティア（スペイン）
- CASA（スペイン）
- イスパノ・スイザ（スペイン）
- ウロベサ（スペイン）
- ダーメン・グループ（オランダ）
- タトラ（チェコ）
- アヴィア・モータース（チェコ）
- エクスカリバー・アーミー（チェコ）
- Konštrukta（en）（スロバキア）
- ファブリカ・ブローニ（ポーランド）
- ルーマニア航空工業（英語版）（ルーマニア）
- ダーツ（en）（ラトビア）
- ジェネラル・ダイナミクス・ランドシステムズ・カナダ（カナダ）
- ボンバルディア・レクリエーショナルプロダクツ（カナダ）
- デイビー造船所（カナダ）
- マラソン（カナダ）
- アーゴ（カナダ）
- ロイヤルエンフィールド（インド）
- ヒンドスタン航空機（インド）
- エンブラエル（ブラジル）
- Engesa（en）（ブラジル）
- ASC（オーストラリア）